# Renyldo Ferreira
Pour les articles homonymes, voir Ferreira.
Renyldo Pedro Guimarães Ferreira (né le 29 juin 1923 à Bagé et mort le 28 avril 2023 à São Paulo) est un cavalier brésilien de concours complet et de saut d’obstacles.
Il participe aux Jeux olympiques d'été de 1948 dans l'épreuve de concours complet et aux 1952, 1956 et 1960 dans l'épreuve de saut d’obstacles. Sa meilleure performance est la quatrième place de l'épreuve par équipe en 1952.
Comme Nelson Pessoa, il remporte la médaille d'argent par équipe de l'épreuve de saut d’obstacles aux Jeux panaméricains de 1959 et la médaille d'or par équipe de l'épreuve de saut d’obstacles aux Jeux panaméricains de 1967.